# Bruityzm
Bruityzm (fr. bruit „hałas”) – nurt w muzyce XX w. wyrosły na gruncie futuryzmu, zapoczątkowany przez Luigiego Russolo, eksponujący dynamizm, ruch i energię, inspirowany osiągnięciami przemysłu i techniki, niekiedy muzycznie je naśladujący.
Futuryści stwierdzili, że nowa muzyka staje się coraz bardziej skomplikowana, więc w tej sytuacji nie pozostaje nic innego, jak zastąpić ją szmerami. Jednymi z ulubionych instrumentów tych kompozytorów stały się instrumenty ewokujące wycie, warkot, trzask lub świst.
Muzyka bruitystyczna mogła również bazować na skali systemu równomiernie temperowanego:
Henry Cowell pisał utwory, w których materiałem były grupy dźwięków, zwane klasterami, innymi słowy, np. na fortepianie grano pięściami, łokciami itd.